# Karl Schluch
Karl Alfred Schluch (ur. 25 października 1905 w Lęborku, data i miejsce śmierci nieznane) – niemiecki robotnik i pielęgniarz, uczestnik akcji T4, członek personelu obozu zagłady w Bełżcu i obozu pracy w Poniatowej. Był sądzony w procesie załogi Bełżca, lecz prowadzone przeciwko niemu postępowanie zostało umorzone.

## Życiorys
Urodził się w Lęborku, był wychowywany przez dziadków. Po ukończeniu szkoły podstawowej pracował jako robotnik rolny. W 1930 roku rozpoczął kurs pielęgniarski, który ukończył dwa lata później. Staż odbywał w sanatorium w Bernau. W późniejszych latach pracował także w innych sanatoriach i szpitalach w Berlinie i okolicy. W 1936 roku wstąpił do NSDAP.
W czerwcu 1940 roku został przydzielony do personelu akcji T4, czyli tajnego programu eksterminacji osób psychicznie chorych i niepełnosprawnych umysłowo. Służył w „ośrodkach eutanazji” w Grafeneck i Hadamarze. Zimą 1941/42 w mundurze Organizacji Todt służył na froncie wschodnim (rejon Wiaźmy). Oficjalnie jego zadaniem była opieka nad rannymi żołnierzami.
Podobnie jak wielu innych weteranów akcji T4 został przeniesiony do okupowanej Polski, aby wziąć udział w eksterminacji Żydów. W marcu 1942 roku rozpoczął służbę w obozie zagłady w Bełżcu. Był jednym z esesmanów sprawujących nadzór nad „śluzą”, czyli specjalnym korytarzem, którym pędzono Żydów z rozbieralni w obozie I do komór gazowych w obozie II. Jego zadaniem było uśpić czujność ofiar, a w razie potrzeby wymusić ich posłuszeństwo przy użyciu brutalnej przemocy. Podobnie jak inni członkowie załogi musiał rozstrzeliwać w obozowym „lazarecie” Żydów niezdolnych do poruszania się o własnych siłach. Komendant Christian Wirth uważał jednak, że podczas egzekucji Schluch wykazuje się niewystarczającą gorliwością i pewnego razu miał stwierdzić, że „najchętniej sam by go w tym dole zastrzelił”.
Wczesnym latem 1943 roku obóz w Bełżcu uległ likwidacji. Schluch został wówczas przeniesiony do obozu pracy dla Żydów w Poniatowej. Jesienią tegoż roku podobnie jak większość weteranów akcji „Reinhardt” został przeniesiony do Einsatz R operującej na wybrzeżu Adriatyku. Zadaniem tej jednostki była likwidacja miejscowych Żydów oraz walka z jugosłowiańską i włoską partyzantką. W maju 1945 roku dostał się do amerykańskiej niewoli, lecz po dwóch miesiącach został zwolniony z obozu jenieckiego. Przez blisko siedem lat mieszkał w okolicach Kassel, gdzie pracował jako robotnik rolny i budowlany. Z czasem powrócił do zawodu pielęgniarza.
Był jednym z ośmiu byłych esesmanów sądzonych w procesie załogi Bełżca. W sierpniu 1963 roku zachodnioniemiecka prokuratura postawiła mu zarzut pomocnictwa w zamordowaniu co najmniej 360 tys. Żydów. Podobnie jak pozostali oskarżeni nie zaprzeczał swojemu udziałowi w zagładzie, twierdził natomiast, że działał pod przymusem, nie mając możliwości sprzeciwienia się rozkazom przełożonych lub uzyskania przeniesienia z Bełżca. Argumenty te zostały zaakceptowane przez sąd krajowy w Monachium, który postanowieniem z 30 stycznia 1964 roku umorzył postępowanie przeciwko Schluchowi i sześciu innym oskarżonym.